# Pentaphylax
Pentaphylax es un género con cinco especies de plantas de flores perteneciente a la familia Pentaphylacaceae..

## Especies seleccionadas
- Pentaphylax arborca
- Pentaphylax euryoides
- Pentaphylax malayana
- Pentaphylax racemosa
- Pentaphylax spicata